# سوزان سن جیمز
 سوزان سن جیمز (انگلیسی: Susan Saint James؛ زادهٔ ۱۴ اوت ۱۹۴۶) یک هنرپیشه اهل ایالات متحده آمریکا است.

## بخشی از فیلمشناسی
از فیلم‌ها یا برنامه‌های تلویزیونی که وی در آن نقش داشته‌است می‌توان به آثار زیر اشاره کرد.
- رونوشت کاربنی (۱۹۸۱)
- آیرونساید (مجموعه تلویزیونی) (۱۹۶۷)
- آیرونساید (مجموعه تلویزیونی) (۱۹۶۸)
- مک‌کلاود (۱۹۷۰)
- چگونه بر هزینه‌های بالای زندگی غلبه کنیم (۱۹۸۰)
- نمایش درو کری (۱۹۹۶)
- سوتس (۲۰۱۱)
- مک‌میلان و همسرش
- اس‌اواس. تایتانیک